# ASB Premiership 2012-13
La ASB Premiership 2012/13 fue la 9.ª edición del máximo torneo futbolístico de Nueva Zelanda. Como es costumbre desde 2004, es disputado por las ocho franquicias que jugaron todas las temporadas anteriores, Auckland City, Canterbury United, Hawke's Bay United, Otago United, Team Wellington, Waikato FC, Waitakere United y YoungHeart Manawatu.
La fase regular comenzó el 3 de noviembre de 2012 y finalizó el 6 de febrero de 2013. En cuanto a los playoffs, la ida de las semifinales se jugó el 3 de marzo y la vuelta el 10, mientras que la gran final tuvo lugar el 17.
El Waitakere terminó primero en la fase regular clasificó a los playoffs junto con el Auckland City, el Hawke's Bay United, que clasificó a dicha instancia por primera vez en su historia, y el Canterbury United. Los dos equipos de la Región de Auckland eliminaron al Hawke's Bay y al Canterbury respectivamente en semifinales, por lo que la final fue una nueva edición del clásico de Auckland. El Waitakere superó por 4-3 luego del tiempo extra al Auckland City y se coronó como campeón neozelandés por quinta vez en su historia.

## Equipos participantes
| Equipo                | Ciudad           | Entrenador        | Capitán          | Estadio              | Capacidad |
| --------------------- | ---------------- | ----------------- | ---------------- | -------------------- | --------- |
| Auckland City         | Auckland         | Ramon Tribulietx  | Ivan Vicelich    | Kiwitea Street       | 4.000     |
| Canterbury United     | Christchurch     | Keith Braithwaite | Dan Terris       | ASB Football Park    | 8.000     |
| Hawke's Bay United    | Napier           | Chris Greatholder | Bill Robertson   | Bluewater Stadium    | 4.000     |
| Otago United          | Dunedin          | Richard Murray    | Tristan Prattley | Forsyth Barr Stadium | 30.500    |
| Team Wellington       | Wellington       | Matt Calcott      | Karl Whalen      | Newtown Park         | 5.000     |
| Waikato Football Club | Hamilton         | Mark Cossey       | Adam Thomas      | Fred Jones Park      | 2.000     |
| Waitakere United      | Waitakere        | Paul Marshall     | Jake Butler      | Fred Taylor Park     | 10.000    |
| YoungHeart Manawatu   | Palmerston North | Stu Jacobs        | Adam Cowan       | Memorial Park        | 8.000     |

## ASB Charity Cup
Como se realiza desde la temporada 2011/12, el club mejor posicionado en la Liga de Campeones de la OFC, el Auckland City y el campeón de la liga, el Waitakere United, disputan entre sí una copa llamada ASB Charity Cup que consta en un encuentro entre ambos. El Waitakere United se proclamó campeón de la competición tras ganar 2-1.
| 28 de octubre de 2012 | Waitakere United             | 2:1 (0:1) | Auckland City | Fred Taylor Park, Waitakere                           |                                                       |
|                       | Slefendorfas 47' · Manko 89' |           | Vicelich 7'   | Asistencia: 800 espectadores Árbitro(s): Nick Waldron | Asistencia: 800 espectadores Árbitro(s): Nick Waldron |

## Clasificación
| Pos | Equipo                | PJ | G  | E | P  | GF | GC | Dif | Pts |
| --- | --------------------- | -- | -- | - | -- | -- | -- | --- | --- |
| 1   | Waitakere United      | 14 | 12 | 1 | 1  | 48 | 12 | 36  | 37  |
| 2   | Auckland City         | 14 | 10 | 3 | 1  | 44 | 18 | 26  | 33  |
| 3   | Canterbury United     | 14 | 9  | 1 | 4  | 34 | 19 | 15  | 28  |
| 4   | Hawke's Bay United    | 14 | 7  | 3 | 4  | 29 | 21 | 8   | 24  |
| 5   | Team Wellington       | 14 | 7  | 0 | 7  | 27 | 21 | 6   | 21  |
| 6   | Waikato Football Club | 14 | 3  | 0 | 11 | 18 | 48 | -30 | 9   |
| 7   | Otago United          | 14 | 2  | 0 | 12 | 12 | 41 | -29 | 6   |
| 8   | YoungHeart Manawatu   | 14 | 2  | 0 | 12 | 15 | 50 | -35 | 6   |

 PJ = Partidos jugados; G = Partidos ganados; E = Partidos empatados; P = Partidos perdidos;
GF = Goles anotados; GC = Goles recibidos; Dif = Diferencia de gol; Pts = Puntos
Orden de ubicación de los equipos: 1) Puntos; 2) Diferencia de gol; 3) Cantidad de goles anotados.
| \| \| Clasificación a los playoffs y a la Liga de Campeones de la OFC 2014 \| \| \| Clasificación a los playoffs \| |                                                                      |
| | Clasificación a los playoffs y a la Liga de Campeones de la OFC 2014 |
| | Clasificación a los playoffs                                         |

### Evolución de las posiciones
| Equipo / Fecha        | 01 | 02 | 03 | 04 | 05 | 06 | 07 | 08 | 09 | 10 | 11 | 12 | 13 | 14 |
| --------------------- | -- | -- | -- | -- | -- | -- | -- | -- | -- | -- | -- | -- | -- | -- |
| Auckland City         | 1  | 1  | 2  | 4  | 4  | 4  | 4  | 2  | 2  | 2  | 3  | 2  | 2  | 2  |
| Canterbury United     | 5  | 5  | 4  | 3  | 2  | 2  | 2  | 4  | 4  | 4  | 4  | 4  | 3  | 3  |
| Hawke's Bay United    | 4  | 2  | 3  | 2  | 3  | 3  | 3  | 3  | 3  | 3  | 2  | 3  | 4  | 4  |
| Otago United          | 7  | 8  | 7  | 7  | 8  | 8  | 8  | 7  | 6  | 6  | 6  | 6  | 6  | 7  |
| Team Wellington       | 8  | 7  | 5  | 5  | 5  | 5  | 5  | 5  | 5  | 5  | 5  | 5  | 5  | 5  |
| Waikato Football Club | 5  | 6  | 8  | 8  | 7  | 7  | 6  | 6  | 7  | 7  | 7  | 7  | 7  | 6  |
| Waitakere United      | 2  | 3  | 1  | 1  | 1  | 1  | 1  | 1  | 1  | 1  | 1  | 1  | 1  | 1  |
| YoungHeart Manawatu   | 3  | 4  | 6  | 6  | 6  | 6  | 7  | 8  | 8  | 8  | 8  | 8  | 8  | 8  |

## Resultados
| Auckland City    | 5 - 2 | Canterbury United   | 3 de noviembre | 14:00 |
| Otago United     | 0 - 3 | YoungHeart Manawatu | 4 de noviembre | 12:00 |
| Waikato          | 0 - 2 | Hawke's Bay United  | 4 de noviembre | 14:00 |
| Waitakere United | 3 - 0 | Team Wellington     | 4 de noviembre | 14:00 |

| Team Wellington    | 0 - 1 | Canterbury United   | 11 de noviembre | 13:45 |
| Waitakere United   | 1 - 0 | Waikato             | 11 de noviembre | 14:00 |
| Hawke's Bay United | 4 - 2 | YoungHeart Manawatu | 11 de noviembre | 14:00 |
| Otago United       | 1 - 3 | Auckland City       | 11 de noviembre | 14:00 |

| Waikato             | 1 - 4 | Team Wellington    | 18 de noviembre | 13:00 |
| YoungHeart Manawatu | 0 - 5 | Waitakere United   | 18 de noviembre | 14:00 |
| Canterbury United   | 2 - 1 | Otago United       | 18 de noviembre | 14:00 |
| Auckland City       | 1 - 1 | Hawke's Bay United | 18 de noviembre | 14:30 |

| Waikato            | 0 - 5 | Canterbury United   | 25 de noviembre | 13:00 |
| Waitakere United   | 1 - 1 | Auckland City       | 25 de noviembre | 14:00 |
| Hawke's Bay United | 2 - 0 | Otago United        | 25 de noviembre | 14:00 |
| Team Wellington    | 3 - 1 | YoungHeart Manawatu | 25 de noviembre | 14:00 |

| YoungHeart Manawatu | 2 - 3 | Waikato            | 2 de diciembre | 13:45 |
| Waitakere United    | 4 - 1 | Otago United       | 2 de diciembre | 14:00 |
| Canterbury United   | 4 - 0 | Hawke's Bay United | 2 de diciembre | 14:00 |
| Auckland City       | 3 - 2 | Team Wellington    | 6 de febrero   | 14:00 |

| Team Wellington     | 0 - 1 | Otago United       | 9 de diciembre | 13:45 |
| Waitakere United    | 3 - 1 | Hawke's Bay United | 9 de diciembre | 14:00 |
| YoungHeart Manawatu | 0 - 2 | Canterbury United  | 9 de diciembre | 14:00 |
| Waikato             | 1 - 4 | Auckland City      | 6 de enero     | 14:00 |

| Otago United       | 1 - 6 | Waikato             | 16 de diciembre | 13:00 |
| Auckland City      | 4 - 0 | YoungHeart Manawatu | 16 de diciembre | 14:00 |
| Hawke's Bay United | 3 - 0 | Team Wellington     | 16 de diciembre | 14:00 |
| Canterbury United  | 1 - 2 | Waitakere United    | 16 de diciembre | 14:00 |

| Team Wellington     | 1 - 3 | Waitakere United | 12 de enero | 16:00 |
| Hawke's Bay United  | 4 - 0 | Waikato          | 13 de enero | 14:00 |
| YoungHeart Manawatu | 1 - 4 | Otago United     | 13 de enero | 14:00 |
| Canterbury United   | 1 - 3 | Auckland City    | 13 de enero | 14:00 |

| Auckland City       | 3 - 1 | Otago United       | 20 de enero | 14:00 |
| YoungHeart Manawatu | 1 - 5 | Hawke's Bay United | 20 de enero | 14:00 |
| Waikato             | 1 - 9 | Waitakere United   | 20 de enero | 14:00 |
| Canterbury United   | 0 - 2 | Team Wellington    | 20 de enero | 14:00 |

| Team Wellington    | 1 - 0 | Waikato             | 26 de enero | 14:00 |
| Waitakere United   | 4 - 0 | YoungHeart Manawatu | 26 de enero | 14:00 |
| Hawke's Bay United | 1 - 1 | Auckland City       | 27 de enero | 14:00 |
| Otago United       | 1 - 4 | Canterbury United   | 27 de enero | 14:00 |

| Auckland City       | 2 - 3 | Waitakere United   | 2 de febrero | 13:00 |
| Otago United        | 1 - 3 | Hawke's Bay United | 3 de febrero | 12:00 |
| YoungHeart Manawatu | 0 - 6 | Team Wellington    | 3 de febrero | 14:00 |
| Canterbury United   | 4 - 0 | Waikato            | 3 de febrero | 14:00 |

| Otago United       | 1 - 4 | Waitakere United    | 10 de febrero | 13:00 |
| Hawke's Bay United | 1 - 1 | Canterbury United   | 10 de febrero | 14:00 |
| Waikato            | 2 - 3 | YoungHeart Manawatu | 10 de febrero | 14:30 |
| Team Wellington    | 2 - 3 | Auckland City       | 10 de febrero | 16:00 |

| Auckland City      | 7 - 1 | Waikato             | 17 de febrero | 14:00 |
| Hawke's Bay United | 0 - 3 | Waitakere United    | 17 de febrero | 14:00 |
| Otago United       | 0 - 2 | Team Wellington     | 17 de febrero | 14:00 |
| Canterbury United  | 4 - 1 | YoungHeart Manawatu | 17 de febrero | 14:00 |

| Team Wellington     | 4 - 2 | Hawke's Bay United | 23 de febrero | 13:30 |
| Waikato             | 3 - 1 | Otago United       | 24 de febrero | 13:00 |
| Waitakere United    | 2 - 3 | Canterbury United  | 24 de febrero | 14:00 |
| YoungHeart Manawatu | 1 - 4 | Auckland City      | 24 de febrero | 14:00 |

## Playoffs

### Semifinales
| 3 de marzo de 2013, 2:00 (UTC+13) | Hawke's Bay United | 1:4 (0:2) | Waitakere United                                  | Bluewater Stadium, Napier                             |                                                       |
|                                   | Peverley 78'       |           | Krishna 22' (pen), 43' · Butler 63' · Coombes 74' | Asistencia: 478 espectadores Árbitro(s): Nick Waldron | Asistencia: 478 espectadores Árbitro(s): Nick Waldron |

| 9 de marzo de 2013, 2:00 (UTC+13) | Waitakere United                                             | 6:4 (2:2) | Hawke's Bay United                         | Fred Taylor Park, Whangarei                          |                                                      |
|                                   | Krishna 2' 42' 68' · Cunneen 59' · de Vries 64' · Butler 77' |           | Peverley 21' 48' · Tinnion 27' · Hoyle 61' | Asistencia: 438 espectadores Árbitro(s): Matt Conger | Asistencia: 438 espectadores Árbitro(s): Matt Conger |

| 3 de marzo de 2013, 2:00 (UTC+13) | Canterbury United | 1:2 (0:1) | Auckland City           | English Park, Christchurch                           |                                                      |
|                                   | Wellbourn 68'     |           | Bale 16' · Expósito 70' | Asistencia: 650 espectadores Árbitro(s): Matt Conger | Asistencia: 650 espectadores Árbitro(s): Matt Conger |

| 10 de marzo de 2013, 2:00 (UTC+13) | Auckland City                         | 3:1 (2:0) | Canterbury United | Kiwitea Street, Auckland                                 |                                                          |
|                                    | Souto 16' 90+4' · Dickinson 28' (pen) |           | Wellbourn 80'     | Asistencia: 987 espectadores Árbitro(s): Mirko Benischke | Asistencia: 987 espectadores Árbitro(s): Mirko Benischke |

### Final
| 17 de marzo de 2013 | Waitakere United                  | 4:3 (3:3, 2:1) | Auckland City               | Fred Taylor Park, Whangarei                              |                                                          |
|                     | Krishna 29' 90' · Pearce 32' 100' |                | Expósito 16' 74' · Bale 89' | Asistencia: 1.600 espectadores Árbitro(s): Peter O'Leary | Asistencia: 1.600 espectadores Árbitro(s): Peter O'Leary |

| Bandera de Nueva Zelanda            |
| Campeón Waitakere United 5.º título |

## Goleadores
| Roy Krishna                               | Waitakere United    | 19 | 14 |
| Aaron Clapham                             | Canterbury United   | 11 | 15 |
| Manel Expósito                            | Auckland City       | 11 | 16 |
| Sean Lovemore                             | Hawke's Bay United  | 10 | 11 |
| Hamish Watson                             | Team Wellington     | 8  | 14 |
| Allan Pearce                              | Waitakere United    | 8  | 17 |
| Tom Mosquera                              | YoungHeart Manawatu | 7  | 13 |
| Chris Bale                                | Auckland City       | 7  | 14 |
| Russell Kamo                              | Canterbury United   | 7  | 16 |
| Ryan de Vries                             | Waitakere United    | 7  | 17 |
| Regan Coldicott                           | Otago United        | 6  | 11 |
| Adam Dickinson                            | Auckland City       | 6  | 14 |
| Jarrod Smith                              | Hawke's Bay United  | 5  | 4  |
| David Mulligan                            | Waitakere United    | 5  | 6  |
| Rory Turner                               | Waikato FC          | 5  | 14 |
| Alex Feneridis                            | Auckland City       | 5  | 16 |
| Emiliano Tade                             | Auckland City       | 5  | 16 |
| Última actualización: 17 de marzo de 2013 |                     |    |    |

## Equipo del mes

### Noviembre de 2012
| Arquero: - Matt Borren (YHM) Defensores: - Dan Terris (CU) - Matt Joy (OTA) - Bill Robertson (HBU) - Takuya Iwata (AUK) Mediocampistas: - Aaron Clapham (CU) - David Mulligan (WTK) - Connor Tinnion (HBU) Delanteros: - Tom Mosquera (YHM) - Russell Kamo (CU) - Sean Lovemore (HBU) |  | Borren Iwata Robertson Terris Joy Tinnion Kamo Mosquera Mulligan Lovemore Clapham |
| Borren Iwata Robertson Terris Joy Tinnion Kamo Mosquera Mulligan Lovemore Clapham |  |                                                                                   |

- Canterbury United: 3 futbolistas.
- Hawke's Bay United: 3 futbolistas.
- YoungHeart Manawatu: 2 futbolistas.
- Auckland City: 1 futbolista.
- Otago United: 1 futbolista.
- Waitakere United: 1 futbolista.

### Diciembre de 2012
| Arquero: - Richard Gillespie (HBU) Defensores: - Tristan Prattley (OTA) - Bill Robertson (HBU) - Alec Solomons (TW) - Tom Doyle (TW) Mediocampistas: - Adam Cowan (YHM) - Jake Butler (WTK) - Joel Stevens (OTA) Delanteros: - Ryan de Vries (WTK) - Russell Kamo (CU) - Tom Mosquera (YHM) |  | Gillespie Prattley Robertson Doyle Solomons Cowan Kamo Mosquera Butler de Vries Stevens |
| Gillespie Prattley Robertson Doyle Solomons Cowan Kamo Mosquera Butler de Vries Stevens |  |                                                                                         |

- Hawke's Bay United: 2 futbolistas.
- Otago United: 2 futbolistas.
- Team Wellington: 2 futbolistas.
- YoungHeart Manawatu: 2 futbolistas.
- Waitakere United: 2 futbolistas.
- Canterbury United: 1 futbolista.

### Enero de 2013
| Arquero: - Scott Basalaj (TW) Defensores: - Luke Rowe (TW) - Ivan Vicelich (AUK) - Tim Myers (WTK) - Aaron Scott (WTK) Mediocampistas: - Albert Riera Vidal (AUK) - Alex Rufer (YHM) - Cole Peverley (HBU) Delanteros: - Rory Turner (WFC) - Roy Krishna (WTK) - Regan Coldicott (OTA) |  | Basalaj Rowe Vicelich Scott Myers Riera Krishna Coldicott Rufer Turner Peverley |
| Basalaj Rowe Vicelich Scott Myers Riera Krishna Coldicott Rufer Turner Peverley |  |                                                                                 |

- Waitakere United: 3 futbolistas.
- Auckland City: 2 futbolistas.
- Team Wellington: 2 futbolistas.
- Hawke's Bay United: 1 futbolista.
- Otago United: 1 futbolista.
- YoungHeart Manawatu: 1 futbolista.
- Waikato: 1 futbolista.

### Febrero de 2013
| Arquero: - Adam Highfield (CU) Defensores: - Andrew Milne (AUK) - Hone Fowler (WFC) - Matt Joy (OTA) - Nick Wortelboer (CU) Mediocampistas: - Victor da Costa (OTA) - Aaron Clapham (CU) - Gurjeet Singh (WFC) Delanteros: - Henry Fa'arodo (TW) - Russell Kamo (CU) - Ryan de Vries (WTK) |  | Basalaj Rowe Vicelich Scott Myers Riera Krishna Coldicott Rufer Turner Peverley |
| Basalaj Rowe Vicelich Scott Myers Riera Krishna Coldicott Rufer Turner Peverley |  |                                                                                 |

- Canterbury United: 4 futbolistas.
- Otago United: 2 futbolistas.
- Waikato: 2 futbolistas.
- Auckland City: 1 futbolista.
- Team Wellington: 1 futbolista.
- Waitakere United: 1 futbolista.